# Banon
Banon è un comune francese di 1 102 abitanti situato nel dipartimento delle Alpi dell'Alta Provenza della regione della Provenza-Alpi-Costa Azzurra. Esso si trova geograficamente sul margine del Plateau d'Albion, anche se amministrativamente gli è esterno.
Il formaggio AOC Banon prende il nome da questo comune.
Banon vanta la presenza di una delle più grandi librerie di Francia, Le Bleuet, nonostante il comune e il territorio circostante siano assai poco abitati.

## Società

### Evoluzione demografica
Abitanti censiti